# Canyon Passage
Canyon Passage is een Amerikaanse western uit 1946 onder regie van Jacques Tourneur. De film werd destijds in Nederland uitgebracht onder de titel De pioniers.

## Verhaal
Logan Stewart begeleidt Lucy Overmire terug naar huis in Jacksonville. Lucy Overmire is de verloofde van een vriend. Tijdens de lange reis worden Logan en Lucy verliefd op elkaar. In Jacksonville worden de pioniers bedreigd door een opstand van indianen.

## Rolverdeling
| Acteur           | Personage        |
| ---------------- | ---------------- |
| Dana Andrews     | Logan Stuart     |
| Brian Donlevy    | George Camrose   |
| Susan Hayward    | Lucy Overmire    |
| Patricia Roc     | Caroline Marsh   |
| Ward Bond        | Honey Bragg      |
| Hoagy Carmichael | Hi Linnet        |
| Fay Holden       | Mevrouw Overmire |
| Stanley Ridges   | Jonas Overmire   |
| Lloyd Bridges    | Johnny Steele    |
| Andy Devine      | Ben Dance        |
| Victor Cutler    | Vane Blazier     |
| Rose Hobart      | Marta Lestrade   |
| Halliwell Hobbes | Clenchfield      |
| James Cardwell   | Gray Bartlett    |
| Onslow Stevens   | Jack Lestrade    |